# Иван Туршич
Иван Туршич Исток (Ракек, код Церкнице, 28. септембар 1922 — Локве, код Требња, 30. јул 1944), учесник Народноослободилачке борбе и народни херој Југославије.

## Биографија
Рођен је 28. септембра 1922. године у селу Ракек, код Церкнице. Родитељи су му били имућни земљорадници. После завршетка основне школе у родном селу, Иван је остао код куће и обрађивао породично имање. Одгајан у религиозном духу, био је извесно време члан клерикалне полувојничке организације „Фантовски одсек“, али је ускоро изишао из ње.
Након окупације Југославије, убрзо је постао члан Освободилне фронте и, током зиме 1941/1942. године, учествовао је у акцијама кидања телефонских жица, скупљања и преношења оружја и муниције, писања парола по зидовима и остлаих акција. У пролеће 13. марта 1942. године, отишао је, заједно с готово свим организованим омладинцима, у партизане и приступио у батаљон „Љубо Шерцер“. Они су остали заједно и од њих је формирана Раковска чета.
Ова се чета истакла у многим акцијама, нарочито у пределу Лож-Чабар. Између осталог, једна њена заседа, 19. априла, на путу Чабар-Презид, на хрватској територији, нанела је Италијанима тешке губитке. Већ у мају, цела ова територија била је ослобођена, а некадашња „Раковска чета“ постала је језгро батаљона „Милош Зиданшек“ у саставу Нотрањског партизанског одреда. Већ у јуну, Иван Туршич, тада члан Савеза комунистичке омладине Југославије, постао је батаљонски обавештајац. Ускоро је примљен у Комунистичку партију Југославије.
Овај батаљон је настојао да пошаље, преко тадашње италијанско-југословенске границе, што већи број партизана, како би у Приморју постали језгро нових јединица. Али, батаљон је морао да се врати, јер је доживео жестоку реакцију италијанских снага, а сам командант Ковач је погинуо. У том батаљону био је и Иван Туршич.
Крајем августа, формиран је Лошки одред од Другог батаљона. И његов је задатак био да пређе преко границе и тамо се повеже с батаљоном „Симон Грегорчич“, који се већ борио у Приморју и био састављен од локалних мештана. У том одреду, комесар Првог батаљона био је Иван Туршич. Прелазак је успео тек крајем октобра и од оба батаљона и батаљона „Симон Грегорчич“ формиран је Сошки одред, у којем је Иван Туршич постао комесар Трећег батаљона. Кад је, средином фебруара 1943. године, Сошки одред подељен на Северноприморски и Јужноприморски, Туршич је постао комесар Јужноприморског одреда.
После формирања партизанске бригаде „Симон Грегорчич“, Туршич је именован за њеног комесара. Ова бригада је, заједно са бригадом „Иван Градник“, у време Пете непријатељске офанзиве против НОВЈ, извршила поход на Бенешку Словенију, и тамо наишла на јаке непријатељске снаге. У тешким борбама, бригада је претрпела губитке. Туршич је успео да покупи преостале борце и да их изведе из непријатељског обруча и пребаци преко Соче.
Крајем јула, од бригаде „Иван Градник“ и „Симон Грегорчич“ формирали су бригаду „Иван Градник“ и Приморски одред. Командант одреда је постао Туршич. После капитулације Италије, Приморски одред се поново разделио на Северноприморски и Јужноприморски, и Туршич је опет постао командант Јужноприморског одреда.
Крајем септембра 1943. године, Туршич је постао командант нове бригаде „Симон Грегорчич“. Марта 1944. године, именован је за начелника штаба 31. дивизије НОВЈ, а крајем маја исте године, за команданта 30. дивизије НОВЈ. Већ 1. новембра 1943. године био је унапређен у чин мајора, а 1. септембра 1944. посмртно је унапређен у чин потпуковника. Јула 1944. године, у великој непријатељској офанзиви коју је успешно разбијала његова дивизија, био је лако рањен, али је и даље остао у строју.
У близини села Локве, 30. јула 1944, док је гонио непријатеља, у шуми је наишао на непријатељску патролу и у борби с њом погинуо.
Одлуком Президијума Народне скупштине Федеративне Народне Републике Југославије, 20. децембра 1951. године, проглашен је за народног хероја.